# José Fortunati

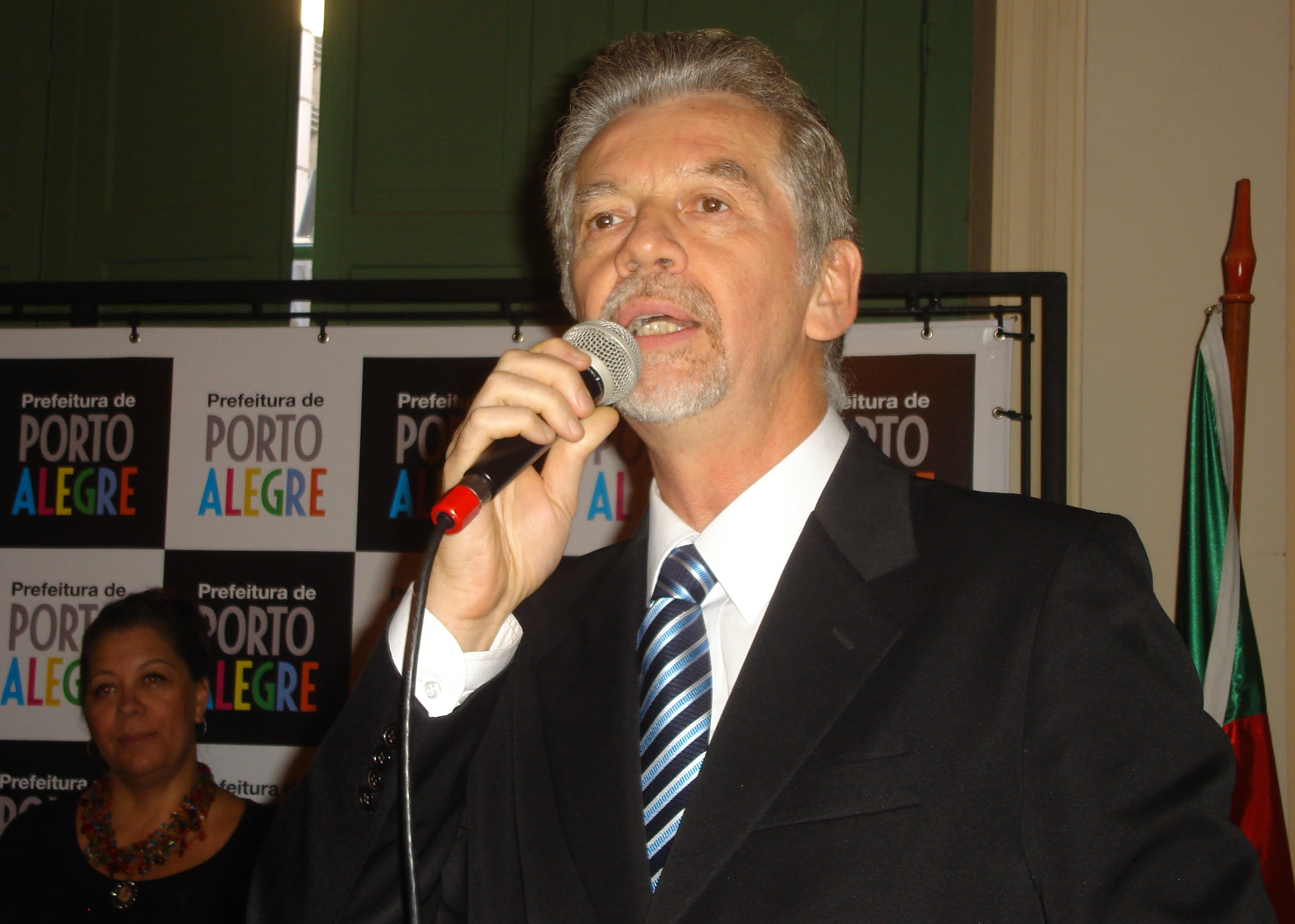
José Fortunati, Bürgermeister der brasilianischen Stadt Porto Alegre von 2010 bis 2016

José Alberto Reus Fortunati (* 24. Oktober 1955 in Flores da Cunha, Rio Grande do Sul) ist ein brasilianischer Politiker, der von 2010 bis 2016 Bürgermeister von Porto Alegre war.

## Biografie
Fortunati studierte an der Bundesuniversität von Rio Grande do Sul Jura, Mathematik, Öffentliche Verwaltung und Unternehmensführung.
1980, also noch während der Militärdiktatur, half Fortunati den Ableger der Arbeiterpartei PT im Bundesstaat Rio Grande do Sul zu gründen. Vom 1. Februar 1987 bis 14. März 1990 war er Abgeordneter in der Legislativversammlung von Rio Grande do Sul. Vom 15. März 1990 bis zum 31. Dezember 1996 saß Fortunati für die PT seines Staates in der brasilianischen Abgeordnetenkammer. 2001 verließ er die Partei und schloss sich 2002 dem Partido Democrático Trabalhista (PDT) an. Zudem verließ er die nationale Politik und fokussierte sich auf seinen Bundesstaat Rio Grande do Sul. 2008 wurde er zum Vize-Bürgermeister der dortigen Hauptstadt Porto Alegre gewählt. Am 30. März 2010 übernahm er das Amt des Bürgermeisters. Bei der Kommunalwahl 2012 wurde Fortunati mit 65,22 % der Stimmen im ersten Wahlgang für die zweite Mandatszeit von 2013 bis 2016 wiedergewählt. 2018 wechselte Fortunati abermals die Partei und trat in den Partido Socialista Brasileiro ein, blieb dort aber nicht lange. Aufgrund eines Korruptionsverdachts fror die Justiz sein Privatvermögen im Mai 2018 ein.
Seit 2016 ohne gewähltes Amt verkündete Fortunati 2019, dass er nach Portugal ziehen würde, um dort seinen Master in Politikwissenschaft am Instituto Universitário de Lisboa (ISCTE) abzulegen.